# Rehti
Rehti é uma cidade e uma nagar panchayat no distrito de Sehore, no estado indiano de Madhya Pradesh.

## Geografia
Rehti está localizada a 22° 44′ N, 77° 26′ L. Tem uma altitude média de 303 metros (994 pés).

## Demografia
Segundo o censo de 2001, Rehti tinha uma população de 9 741 habitantes. Os indivíduos do sexo masculino constituem 52% da população e os do sexo feminino 48%. Rehti tem uma taxa de literacia de 63%, superior à média nacional de 59,5%: a literacia no sexo masculino é de 72% e no sexo feminino é de 53%. Em Rehti, 16% da população está abaixo dos 6 anos de idade.